# ケビン・ユーキリス
ケビン・エドマンド・ユーキリス（Kevin Edmund Youkilis , 1979年3月15日 - ）は、アメリカ合衆国オハイオ州シンシナティ出身の元プロ野球選手（内野手）。愛称は「ユーク」。

## 経歴

### プロ入り前
ユダヤ系のシカモア高等学校へ進学し、全米の野球大会では優勝を経験。地元のシンシナティ大学へ進学し、2001年までに同大学の新記録となる53本塁打・206四球・長打率.627・出塁率.499を記録した。

### プロ入りとレッドソックス時代
2001年のMLBドラフト8巡目でボストン・レッドソックスから指名されプロ入り。
2002年にA級でマイナーリーグ最優秀選手に選出された。
2003年はAA級でマイナー史上タイ記録となる71試合連続出塁を達成、マイナーのオールスターゲームにも選出された。
2004年5月15日の対トロント・ブルージェイズ戦で、不調のビル・ミラーに代わって三塁スタメンとして出場し、メジャーデビュー。2打席目にMLB初本塁打を記録。ハイタッチで迎えられるべきところをペドロ・マルティネスによるいたずらで全員から無視されるというMLB流の洗礼を受ける。本人は後にこれがMLBに受け入れられた瞬間だと語っている。その後も三塁手や代打として出場を続け、72試合で打率.260・7本塁打・35打点を記録した。
2005年にはレギュラー内野手の有力候補とされ開幕戦でロースター入りを果たした。4月13日にカート・シリングが故障から復帰したためマイナーへ降格。実力ではなく契約上の問題だったが、前年より出場試合数は減少。三塁のほか二塁、一塁といったポジションも経験した。
2006年は、正一塁手としてシーズンを通じてMLBでプレー。時に三塁手・左翼手もこなして147試合に出場し、初の2桁本塁打となる13本塁打をマーク。打率.279ながら92四球を選び、出塁率.381と高い数値を残した。
2007年は選球眼とバットコントロールがよいことに着目し、テリー・フランコーナ監督はユーキリスを2番打者として起用。2番・一塁として開幕からプレーし、正三塁手マイク・ローウェルの休養日には三塁手も務め、2年連続2桁本塁打となる16本塁打をマーク。一塁手としてプレーした135試合（先発出場は124試合）で無失策をマークし、自身初となるゴールドグラブ賞を獲得。攻守両面でチームのワールドシリーズ優勝に貢献した。
2008年当初は主に6番で活躍を見せ、オールスターゲームに初めて選出された。4番打者であったマニー・ラミレスが7月31日に退団した後は、ラミレスに代わり4番を打つことになった。最終的にはリーグ6位の打率.312、チームトップの29本塁打・115打点を記録し、ファン投票での最優秀打者賞であるハンク・アーロン賞に選出された。2009年1月に新たに4年の契約延長に合意、年俸総額は4,125万ドルで5年目にオプションが付いている。
2009年はシーズン開幕前の3月に開催された第2回ワールド・ベースボール・クラシック(WBC)のアメリカ合衆国代表に選出された。同大会では4番・一塁を任されるが、2次リーグ途中で足首の負傷により離脱した。

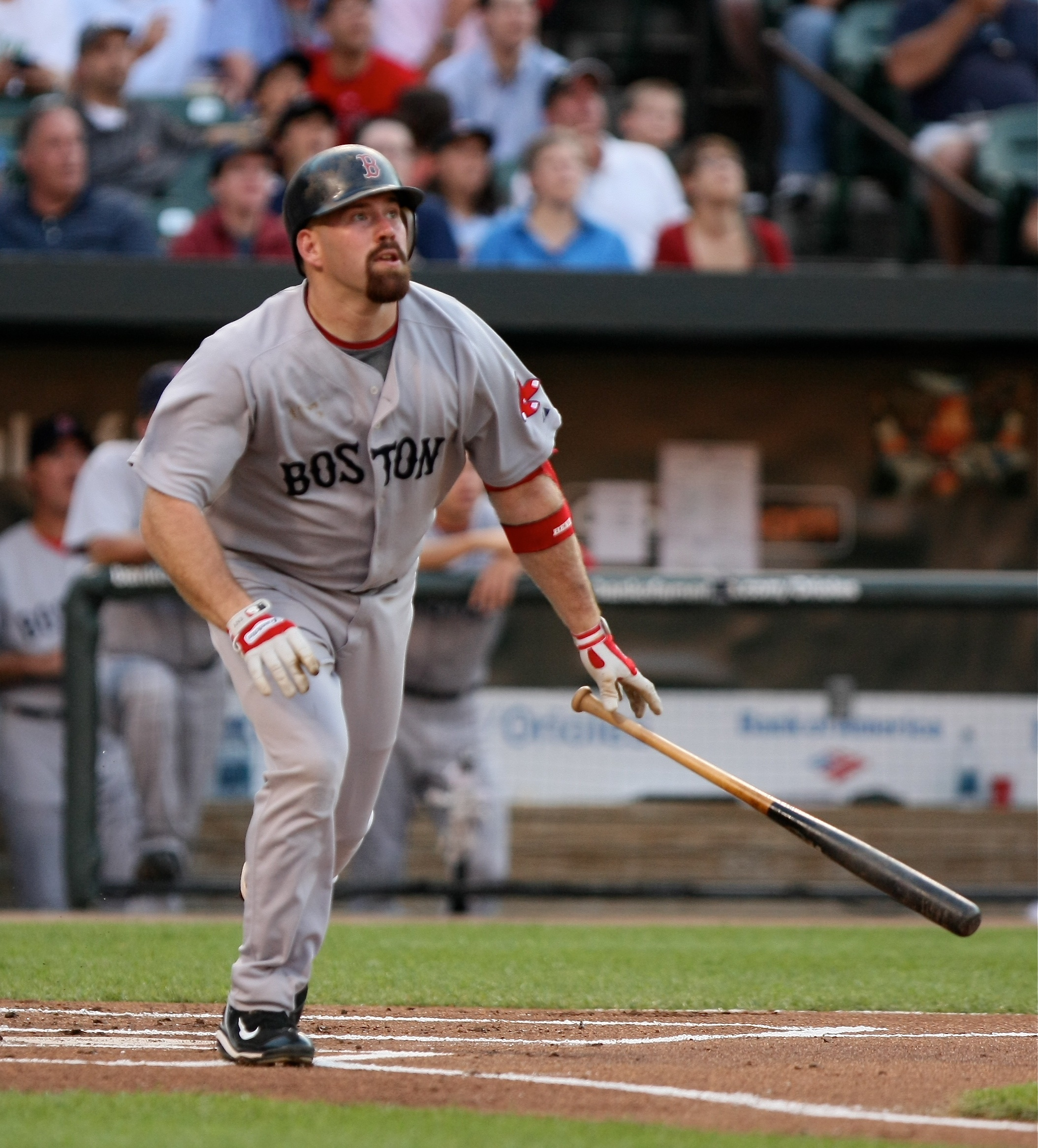
レッドソックス時代（2009年6月29日）

シーズンでは8月12日のデトロイト・タイガース戦ではリック・ポーセロから死球を受けたことに怒って乱闘騒ぎを起こし、5試合の出場停止処分を受けた。
2010年の前半戦は4番打者として好調を維持していたが、8月2日の試合でスイングした際に右手親指を痛めて故障者リスト入り。手術を受けることになり、シーズン残りを欠場した。
2011年は一塁手のエイドリアン・ゴンザレスの加入により、元々のポジションだった三塁手へ戻った。守備率.967は三塁手としてリーグトップだった一方で、打率は.258にとどまり、レギュラー定着後ではもっとも厳しいシーズンとなった。
2012年は開幕4番を務めるが春先から不振に陥る。加えて新監督のボビー・バレンタインから「無気力だ」と批判されたことを発端とする確執ができ、新人のウィル・ミドルブルックスの台頭もあってチーム構想から外れた。

### ホワイトソックス時代

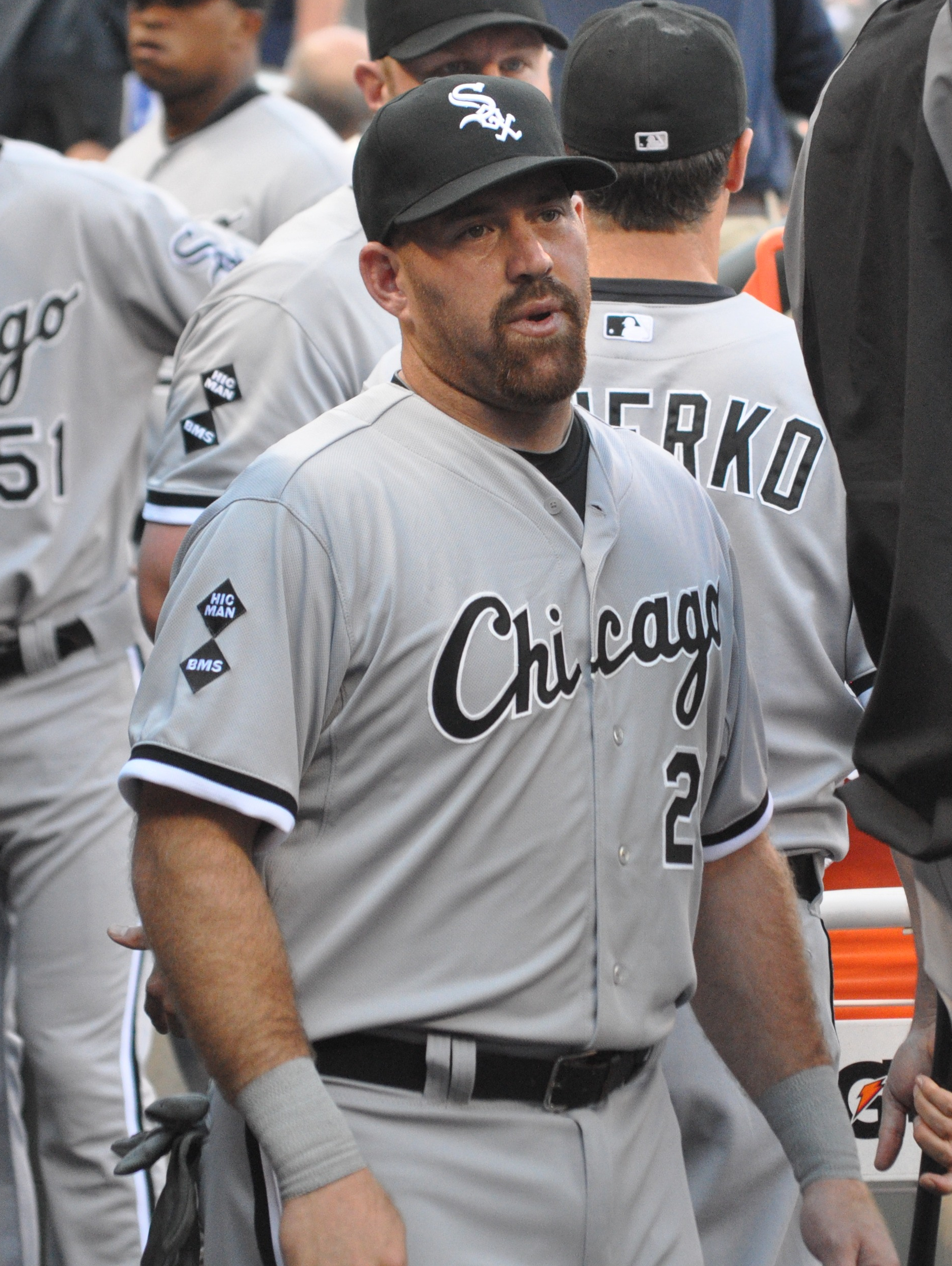
ホワイトソックス時代（2012年6月26日）

2012年シーズン途中の6月24日にブレント・リリブリッジ、ザック・スチュワートとの交換トレードで550万ドルの金銭と共にシカゴ・ホワイトソックスへ移籍。シーズン終了後にFAになり、恩師のテリー・フランコーナが監督を務めるクリーブランド・インディアンスが2年1800万ドルを、ニューヨーク・ヤンキースが1年1200万ドルを提示した。

### ヤンキース時代
2012年12月14日にヤンキースと1年契約を結んだ。手術明けとなるアレックス・ロドリゲスに代わる三塁手を務めることを期待された。
2013年は、腰部挫傷を抱えながら開幕戦には4番三塁手でスタメン出場する。4月30日に15日間の故障者リスト入りし5月30日に復帰するが、6月14日に再び故障者リスト入りし、6月20日に手術を受け、60日間の故障者リスト入りする。10月31日にFAとなる。

### 楽天時代
2013年12月21日に東北楽天ゴールデンイーグルスが1年契約での獲得を発表する。
2014年は開幕戦から5番一塁手として出場、開幕2戦目の3月29日西武ドームでの西武戦で、6回表に菊池雄星からNPB初本塁打。右手首への死球などで数試合を欠場し、4月26日のオリックス戦（ほっともっと）への出場中に左かかとの痛みを訴え、翌27日に出場選手登録を抹消された、抹消後の診察で、左足底筋腱炎を発症していることが判明し5月7日に故障箇所の再検査と治療を目的に、球団の承諾を得てアメリカへ帰国し、以後出場することなく10月30日に現役引退を表明する。

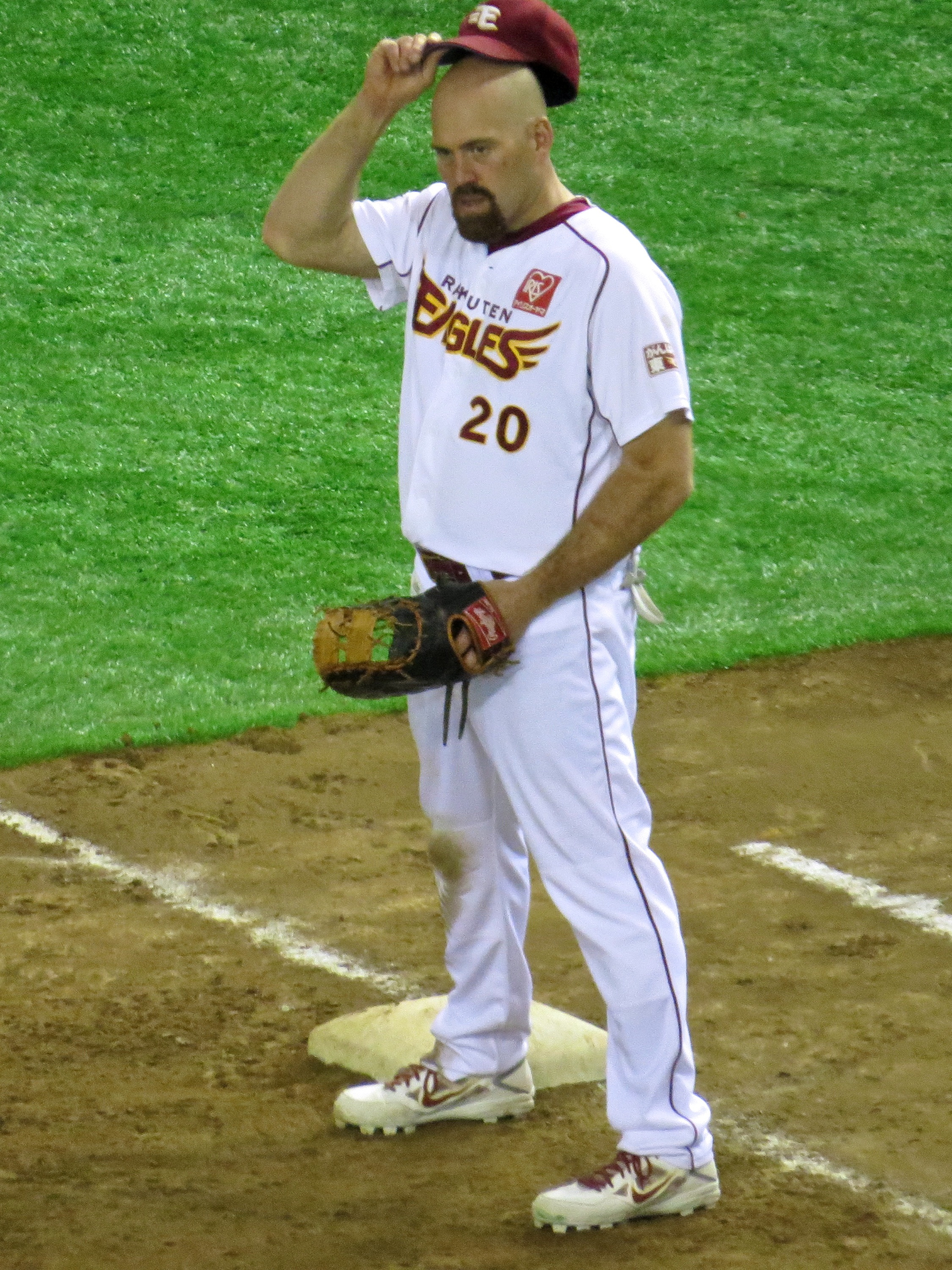
東北楽天ゴールデンイーグルス時代
(2014年4月24日)

なお2014年8月、アイス・バケツ・チャレンジをする姿を動画サイトに投稿して「戦線離脱中に遊んでいる」と物議を醸した。

### 引退後
2018年に古巣レッドソックスのボストン・レッドソックス殿堂に選出される。

## プレースタイル
打率や本塁打といった数値はそれほど目立たない反面、選球眼に優れ、出塁率の高さが持ち味で、2006年には1打席当たりの投球数4.42はリーグ最多となった。またチャンスにも強く、ランナー無しの場面では打率.243に対して、ランナー有りの場面では打率.340を記録している。そのためチームへの貢献度は非常に高い。2007年は高い出塁率を生かして2番打者としての出場が主。足はそれほど速くないが、ベースランニングが上手く1番を打つこともあった。
はつらつとしたプレーも魅力のひとつで、レッドソックス時代は同僚のダスティン・ペドロイアと共にチームのムードメーカーとなっていた。いかなる場面でも手を抜くことがなく、2007年レギュラーシーズンには一塁守備で失策0を記録し、9月7日にはリーグ記録となる179試合連続無失策記録（2008年6月7日に失策を記録するまで、238試合連続無失策記録を樹立。その後ケイシー・コッチマンが274試合に記録を更新）を達成するなど堅実でゴールドグラブ賞を受賞した。
また、ユーキリスを応援する際に彼の愛称である「ユーク！」と叫ぶ「ユーキング」という応援がある。このユーキングという応援は、球場で聞く限りブーイングに聞こえたり「ユー」と言ってるように聞こえるが、実は最後にクを入れて「ユーク！」と言っている。
2003年に「マネー・ボール」がアメリカでベストセラーとなり、著者のマイケル・ルイスはユーキリスを「四球のギリシャ神（The Greek God of Walks）」と命名し、有名となった。

## 人物
妻ジュリーはNFLニューイングランド・ペイトリオッツでシーズンMVPとスーパーボウルMVPを複数回受賞した史上2人目の選手であるトム・ブレイディの姉。
姓はギリシャ由来であるがルーマニア系ユダヤ系アメリカ人である。ユダヤ系でありながらギリシャ系の姓を名乗っているのは、ルーマニアのユダヤ系住民であったユーキリスの祖先たちがポグロムから逃れるためにギリシャへ渡り、その際にユダヤ系であることを隠すためにギリシャ風の姓を名乗ったためであった。
ユダヤ人意識が高く、毎年9月～10月のヨム・キプルの日は試合を欠場している。2009年にはユダヤ系の下院議員（当時）のアンソニー・ウィーナーがユダヤ教徒の選手やファンのためにヨム・キプルの日の試合時間を繰り上げる要望書を、中継を担当したESPNと当時のMLBコミッショナーであるバド・セリグに提出し、ヨム・キプルの後に試合が開始されたため出場することができた。また、過越の季節には同じユダヤ系の選手に「ハッピー・パスオーバー」と声をかけている。2010年にはダスティン・ホフマンがナレーションを務めた「ユダヤ人と野球」というドキュメンタリー映画に出演。2013年のWBCでは本戦からイスラエル代表で出場することを希望したが、チームは予選で敗退したため出場しなかった。
2007年から"Kevin Youkilis Hits For Kids"という基金を設立し活動している。
楽天時代の不振から『YOUは何しに日本へ?』を捩って「ユークは何しにニッポンへ?」と揶揄されてしまった。

## 詳細情報

### 年度別打撃成績
| 年 度     | 球 団     | 試 合 | 打 席 | 打 数 | 得 点 | 安 打 | 二 塁 打 | 三 塁 打 | 本 塁 打 | 塁 打 | 打 点 | 盗 塁 | 盗 塁 死 | 犠 打 | 犠 飛 | 四 球 | 敬 遠 | 死 球 | 三 振 | 併 殺 打 | 打 率 | 出 塁 率 | 長 打 率 | O P S |
| --------- | --------- | ----- | ----- | ----- | ----- | ----- | -------- | -------- | -------- | ----- | ----- | ----- | -------- | ----- | ----- | ----- | ----- | ----- | ----- | -------- | ----- | -------- | -------- | ----- |
| 2004      | BOS       | 72    | 248   | 208   | 38    | 54    | 11       | 0        | 7        | 86    | 35    | 0     | 1        | 0     | 3     | 33    | 0     | 4     | 45    | 1        | .260  | .367     | .413     | .780  |
| 2005      | BOS       | 44    | 95    | 79    | 11    | 22    | 7        | 0        | 1        | 32    | 9     | 0     | 1        | 0     | 0     | 14    | 0     | 2     | 19    | 0        | .278  | .400     | .405     | .805  |
| 2006      | BOS       | 147   | 680   | 569   | 100   | 159   | 42       | 2        | 13       | 244   | 72    | 5     | 2        | 0     | 11    | 91    | 0     | 9     | 120   | 12       | .279  | .381     | .429     | .810  |
| 2007      | BOS       | 145   | 625   | 528   | 85    | 152   | 35       | 2        | 16       | 239   | 83    | 4     | 2        | 0     | 5     | 77    | 0     | 15    | 105   | 9        | .288  | .390     | .453     | .843  |
| 2008      | BOS       | 145   | 621   | 538   | 91    | 168   | 43       | 4        | 29       | 306   | 115   | 3     | 5        | 0     | 9     | 62    | 7     | 12    | 108   | 11       | .312  | .390     | .569     | .959  |
| 2009      | BOS       | 136   | 588   | 491   | 99    | 150   | 36       | 1        | 27       | 269   | 94    | 7     | 2        | 0     | 4     | 77    | 6     | 16    | 125   | 9        | .305  | .413     | .548     | .961  |
| 2010      | BOS       | 102   | 435   | 362   | 77    | 111   | 26       | 5        | 19       | 204   | 62    | 4     | 1        | 0     | 5     | 58    | 3     | 10    | 67    | 4        | .307  | .411     | .564     | .975  |
| 2011      | BOS       | 120   | 517   | 431   | 68    | 111   | 32       | 2        | 17       | 198   | 80    | 3     | 0        | 0     | 4     | 68    | 3     | 14    | 100   | 14       | .258  | .373     | .459     | .832  |
| 2012      | BOS       | 42    | 165   | 146   | 25    | 34    | 7        | 1        | 4        | 55    | 14    | 0     | 0        | 0     | 1     | 14    | 0     | 4     | 39    | 4        | .233  | .315     | .377     | .692  |
| 2012      | CWS       | 80    | 344   | 292   | 47    | 69    | 8        | 1        | 15       | 124   | 46    | 0     | 0        | 0     | 2     | 37    | 2     | 13    | 69    | 6        | .236  | .346     | .425     | .771  |
| '12計     | CWS       | 122   | 509   | 438   | 72    | 103   | 15       | 2        | 19       | 179   | 60    | 0     | 0        | 0     | 3     | 51    | 2     | 17    | 108   | 10       | .235  | .336     | .409     | .745  |
| 2013      | NYY       | 28    | 118   | 105   | 12    | 23    | 7        | 0        | 2        | 36    | 8     | 0     | 0        | 0     | 0     | 8     | 1     | 5     | 31    | 4        | .219  | .305     | .343     | .648  |
| 2014      | 楽天      | 21    | 79    | 65    | 6     | 14    | 4        | 0        | 1        | 21    | 11    | 0     | 0        | 0     | 1     | 12    | 0     | 1     | 23    | 1        | .215  | .342     | .323     | .665  |
| MLB：10年 | MLB：10年 | 1061  | 4436  | 3749  | 653   | 1053  | 254      | 18       | 150      | 1793  | 618   | 26    | 14       | 0     | 44    | 539   | 22    | 104   | 828   | 74       | .281  | .382     | .478     | .861  |
| NPB：1年  | NPB：1年  | 21    | 79    | 65    | 6     | 14    | 4        | 0        | 1        | 21    | 11    | 0     | 0        | 0     | 1     | 12    | 0     | 1     | 23    | 1        | .215  | .342     | .323     | .665  |

- 各年度の太字はリーグ最高

### 表彰
MLB
- ゴールドグラブ賞：1回（2007年）
- ハンク・アーロン賞：1回（2008年）
- ルーキー・オブ・ザ・マンス：1回（2004年5月）

### 記録
MLB
- MLBオールスターゲーム選出：3回（2008年、2009年、2011年）

NPB
- 初出場・初先発出場：2014年3月28日、対埼玉西武ライオンズ1回戦（西武ドーム）、5番・一塁手で先発出場
- 初安打：同上、6回表に岸孝之から左前安打
- 初本塁打・初打点：2014年3月29日、対埼玉西武ライオンズ2回戦（西武ドーム）、6回表に菊池雄星から左越ソロ

### 背番号
- 20（2004年 - 2012年、2014年）
- 36（2013年）

### 代表歴
- 2009 ワールド・ベースボール・クラシック・アメリカ合衆国代表